# Provinciaal Genootschap van Kunsten en Wetenschappen in Noord-Brabant
Het Provinciaal Genootschap van Kunsten en Wetenschappen in Noord-Brabant kortweg Noordbrabants Genootschap (NBG), is een wetenschappelijk genootschap opgericht in 1837 te 's-Hertogenbosch en heeft als doel het beoefenen van kunsten en wetenschappen in Noord-Brabant te stimuleren en bevorderen. Vanaf de oprichting heeft het genootschap vele publicaties verzameld en uitgegeven op gebied van archeologie, muziek, literatuur, beeldende kunst en cultuur. Daarnaast zijn uit deze activiteiten onder andere de Brabant-Collectie en Het Noordbrabants Museum voortgekomen. 

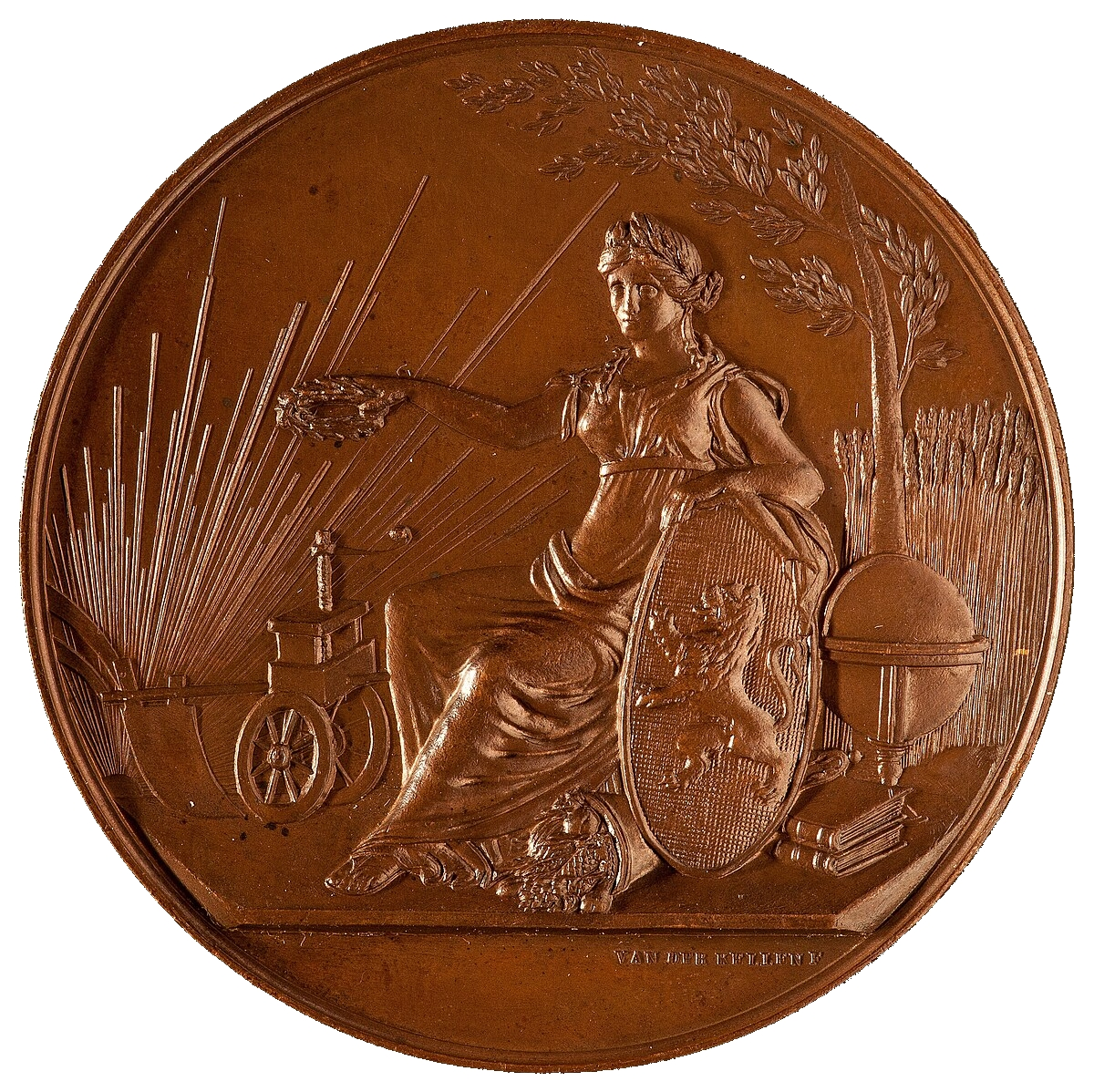
Bronzen prijspenning van het genootschap uit 1839 door David van der Kellen, waarbij een vrouw, voorstellende Noord-Brabant, leunend op het provinciale wapenschild, met in de rechterhand een lauwerkrans dragend en met haar voeten aan de gevulde Hoorn des overvloeds wordt afgebeeld in een typerend landschap bestaande uit een boom, korenveld, ploeg en de opkomende zon, aangevuld met een globe en boeken als symbool van kennis.

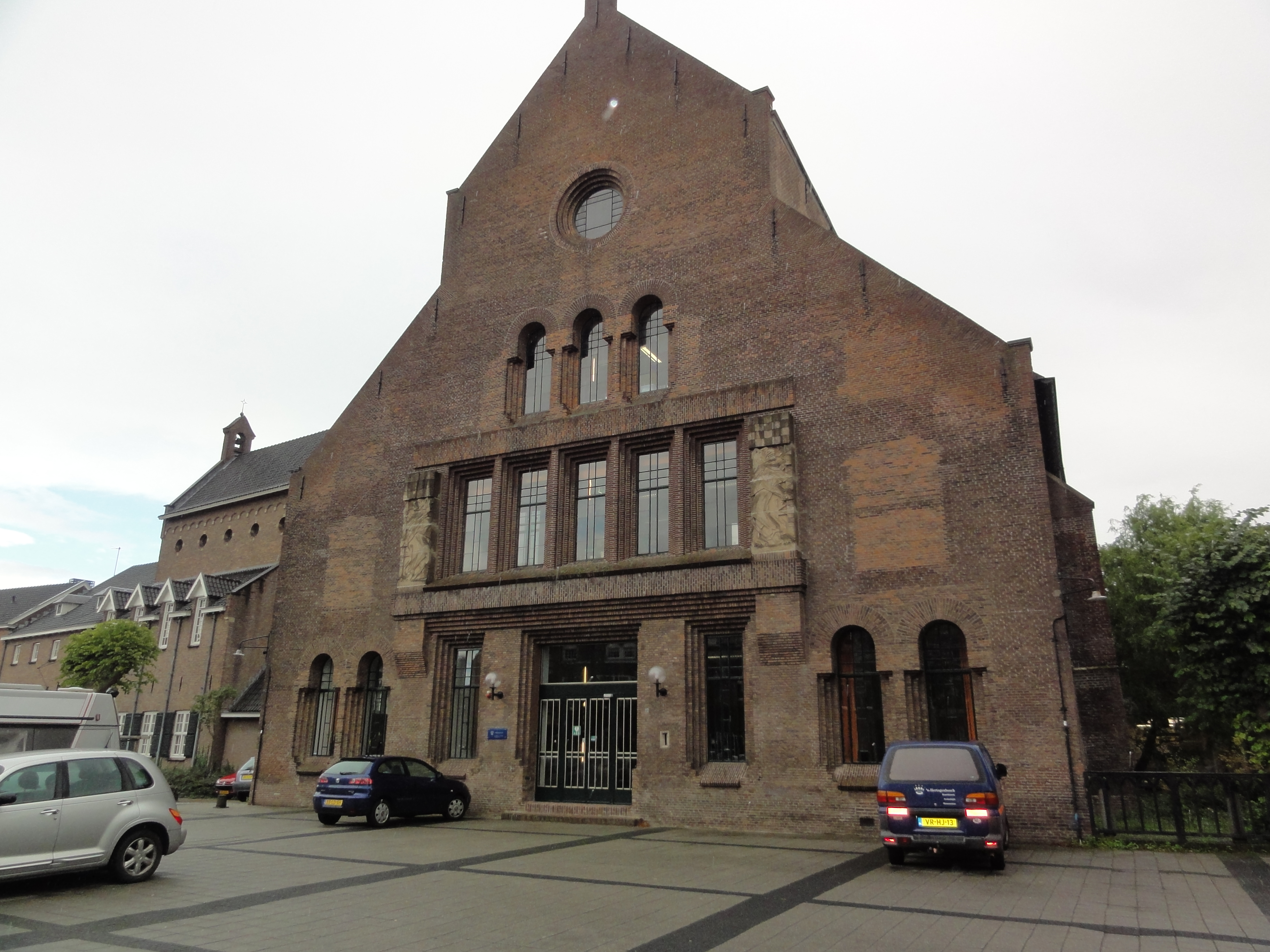
Het Groot Tuighuis, zetel van het genootschap aan de Bethaniëstraat van 1925 tot 1986.

## Geschiedenis

### Oprichting en beginjaren
De plannen voor de oprichting van een provinciaal genootschap werden concreet nadat dr. C.R. Hermans in zijn proefschrift van 1834 pleitte voor een provinciaal genootschap met daarbij een in zijn ogen cruciale en uitgebreide bibliotheek. Een instituut als dit kwam volgens Hermans pas tot zijn recht zodra er ook daadwerkelijk mensen kwamen die de aanwezige schatten kwamen onderzoeken en bestuderen, met als voornaamste doel ter bevordering van de bestudering van taal, geschiedenis en oudheden van Noord-Brabant. Bij de daadwerkelijke totstandkoming van het Provinciale Genootschap waren naast Hermans meerdere invloedrijke individuen gemoeid zoals: Jhr. A.J.L. Baron van den Bogaerde van Terbrugge, gouverneur van Noord-Brabant, jhr. A. Martini van Geffen, Eerste Kamerlid, H. Palier, boekhandelaar en bibliofiel, J. Menu, gouvernementsambtenaar, mr. J.B.H. van de Mortel, Tweede Kamerlid, J.A. Mutsaers, lid van zowel Provinciale als Gedeputeerde Staten en ds. C.W. Pape met zijn zoon mr. J.D.W. Pape.
Op 7 juli 1836 vond een vergadering van de Provinciale Staten plaats, bestaande uit een zevental van deze invloedrijke individuen die unaniem instemming gaven met het idee voor een provinciaal genootschap en waarop het merendeel van de vergadering onmiddellijk als lid van de op te richten vereniging toetrad. Spoedig zou aan de hand van deze personen een intekenlijst rondgaan, waarbij tot 1 december 1836 men lid kon worden tegen een betaling van 5 gulden en waardoor deze personen beschouwd konden worden als medeoprichters van het genootschap. Daarna kon men pas het lidmaatschap verkrijgen door instemming tijdens de algemene vergadering. In werkelijkheid ontstond er na de oprichtingsvergadering, die plaatsvond op 8 maart 1837 in het Sociëteit Casino te 's-Hertogenbosch en waarin de statuten goedgekeurd werden, een machtsstrijd tussen de heren onderling. Daarnaast zou ook de predikant C.W. Pape al vanaf 1818 met het idee rondgelopen hebben om een provinciaal genootschap op te richten. De Predikant had in de loop der jaren al eens gesprekken gevoerd met de gouverneur en kwam uiteindelijk bij de bibliofiel H. Palier uit. Zowel Pape als Hermans kwamen in contact met de boekenverzamelaar en hadden onafhankelijk van elkaar het idee geopperd voor een provinciaal genootschap. Beide initiatiefnemers kregen de gelegenheid om uitgebreid hun plannen voor te leggen aan de gouverneur, welke beide door hem positief ontvangen werden. Martini van Geffen werd door de gouverneur naar Palier gestuurd om de voorstellen uit te werken. Opvallend is dat Palier alleen Pape benaderde om de statuten te ontwerpen. Vermoed wordt dan ook dat Pape de voorkeur genoot, omdat de predikant als eerste het idee voor een provinciaal genootschap geopperd zou hebben, maar meer voor de hand liggend zou zijn dat Hermans het op Paliers verzameling zou hebben voorzien voor een uitgebreide bibliotheek. Uiteindelijk zou Hermans ook worden gepasseerd voor het hoofdbestuur en bij de presentatie van de plannen aan Gedeputeerde Staten werd hij uiteindelijk slechts voorgedragen als bibliothecaris en door sommige werd zelfs de rol als initiatiefnemer ontzegd. 
Voorzitter van het Genootschap werd zodoende gouverneur Van den Bogaerde van Terbrugge, J. Menu nam de taak van secretaris op zich, H. Palier werd penningmeester en mr. J.D.W Pape werd vice-secretaris. 

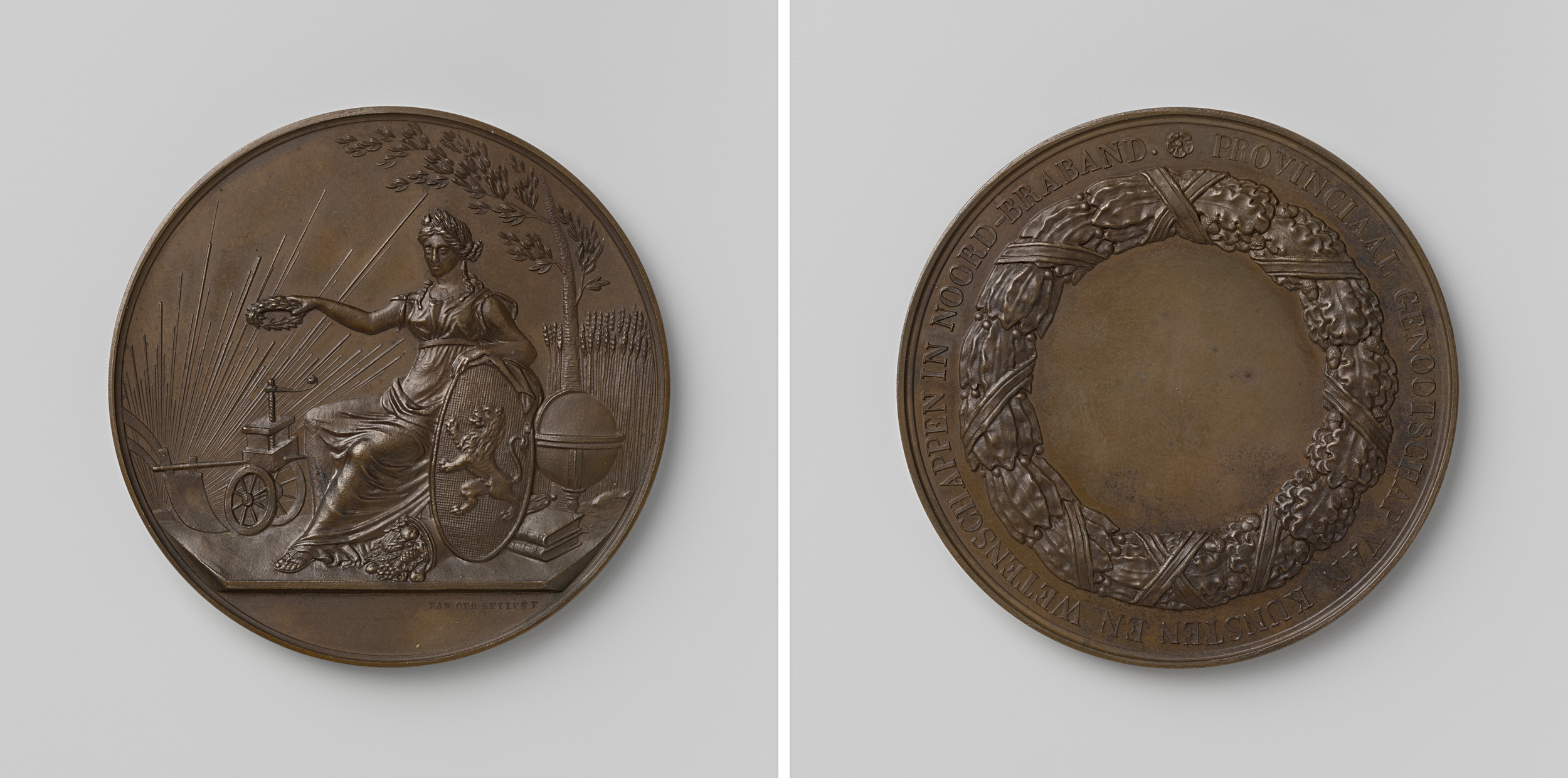
Bronzen prijspenning uit 1839, vervaardigd door David van der Kellen (1804-1879).

Desalniettemin bleek Hermans in de beginjaren de drijvende kracht achter het genootschap en bleef dan ook bibliothecaris tot aan zijn dood in 1869. Hermans was onder andere verantwoordelijk voor de boekenverzameling en wist deze aanzienlijk te doen groeien door alle geschiedkundige en letterkundige boeken en handschriften die hij nuttig achtte te verzamelen. Zo bestond de collectie uit 1.440 boekdelen in 1840 en wist deze, mede door de alsnog toegevoegde particuliere bibliotheek van Palier, uit te breiden naar ruim 20.000 boekdelen in 1862. Naast de functie van bibliothecaris was Hermans ook verantwoordelijk om het toezicht te bewaren over de archeologische verzamelingen, het penningkabinet en de doelmatige uitbreiding daarvan. Hermans deed in zijn hoedanigheid als collectiebeheerder dan ook vele aankopen en ontving vele schenkingen voor de archeologische verzameling.

### Huisvesting locaties en uitbreidingen
De groei van museale voorwerpen bleef het genootschap telkens achtervolgen. Bij de oprichting had de stad 's-Hertogenbosch een genereus gebaar gemaakt door enkele lokalen boven de Latijnse School aan de Papenhulst ter beschikking te stellen. De snelle aanwas van het boekenbezit en overige materialen in de oude school stond de dienstverlening danig in de weg en in 1848 schreef Hermans al in zijn jaarverslag: Het locaal dat al deze verzamelingen bevatten moet, is geene openbare bibliotheek meer, neen, het is een pakhuis geworden. Architect J.H. Laffertée, eveneens lid van het genootschap, ontwierp een nieuw gymnasium, waarvan de eerste verdieping ingericht zou kunnen worden als bibliotheekruimte. Pas in 1856 werden de genootschapsbezittingen ondergebracht in het pand aan de Papenhulst.

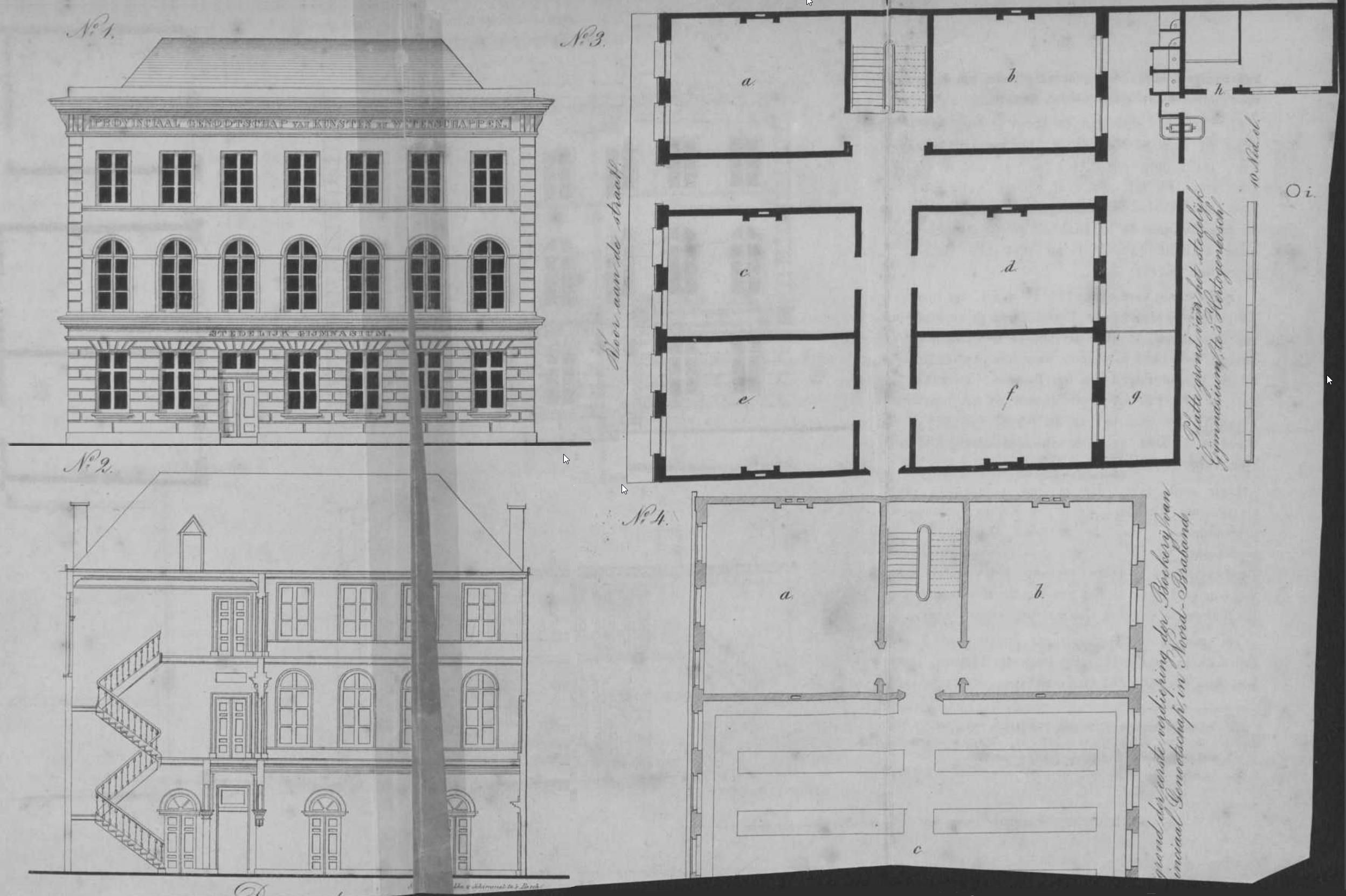
Uit 1853 daterende ontwerptekening van architect en lid Jacobus Henricus Laffertée van het nieuw te bouwen Stedelijk gymnasium aan de Papenhulst.

Van deze ruimte kon het genootschap niet lang genieten en met de nodige weerstand werden ze door de gemeente uiteindelijk in 1866 alweer verwezen naar de bovenverdieping van de Boterhal op de Pensmarkt. Het jaar daarop tekende de toenmalige voorzitter, mr. R. Twiss, een contract met de gemeente waarin de gemeente toezegde voor een lokaliteit voor de berging van de boeken en de overige verzamelingen te zullen zorgen. In 1868 werd het pand betrokken, maar in 1892 werd door bibliothecaris Van der Steen alweer onderkend dat ook dit pand niet geschikt was qua bergingsruimte. De kleinzoon van ds. C.W. Pape, C.P.D Pape, schonk in 1922 bij een testament ƒ 100.000,- aan het Provinciaal Genootschap, waarmee de voormalige Sint-Jacobskerk aan de Bethaniëstraat te 's-Hertogenbosch kon worden aangekocht om na de verbouwing dienst te doen als Noordbrabants Museum. Hier werden in 1925 de bibliotheek en het museum gescheiden gehuisvest, tevens bood het ruimte voor vergaderingen en bijeenkomsten. Bij de opening van het pand aan de Bethaniëstraat kon het Genootschap eindelijk zijn bezittingen volwaardig exposeren. Naar analogie van de bibliotheek werd voor het museum een bestuurscommissie in het leven geroepen. Het Centraal Noordbrabants Museum werd verrijkt met een groot aantal museale voorwerpen, die de stad 's-Hertogenbosch in bruikleen afstond. In 1932 werd er een Sasse-van Ysselt-zaal in het museum ingericht, waar de historische prentkunst betreffende Noord-Brabant, die de voorzitter gedurende zijn leven verzameld had, tentoongesteld konden worden. Dit was naar aanleiding van de 80-jarige verjaardag van de gelijknamige voorzitter, jhr. mr. A.F.O. van Sasse van Ysselt die het bedrag dat ter gelegenheid van zijn verjaardag bijeengebracht werd door het Genootschap liet besteden. Naast voorzitter Van Sasse van Ysselt, was ook K. Azijnman toonaangevend voor de positieve impulsen en uitbreidingen van de collecties. In september 1939 werden de kostbaarste voorwerpen en boeken wegens dreigend oorlogsgevaar in een kelder van de Koninklijke School voor Kunst, Techniek en Ambacht in de stad in veiligheid gebracht. Na de Tweede Wereldoorlog bleek zowel het museum als de bibliotheek druk bezocht te worden door het publiek en ook het personeel breidde zich uit. De alsmaar toenemende populariteit zorgde ervoor dat er eveneens te weinig ruimte ontstond voor uitbreiding. De gemeente bracht de boekencollectie onder in het voormalige Geefhuis in de Sint Jozefstraat 1, een nagenoeg aangrenzend pand aan de openbare bibliotheek.

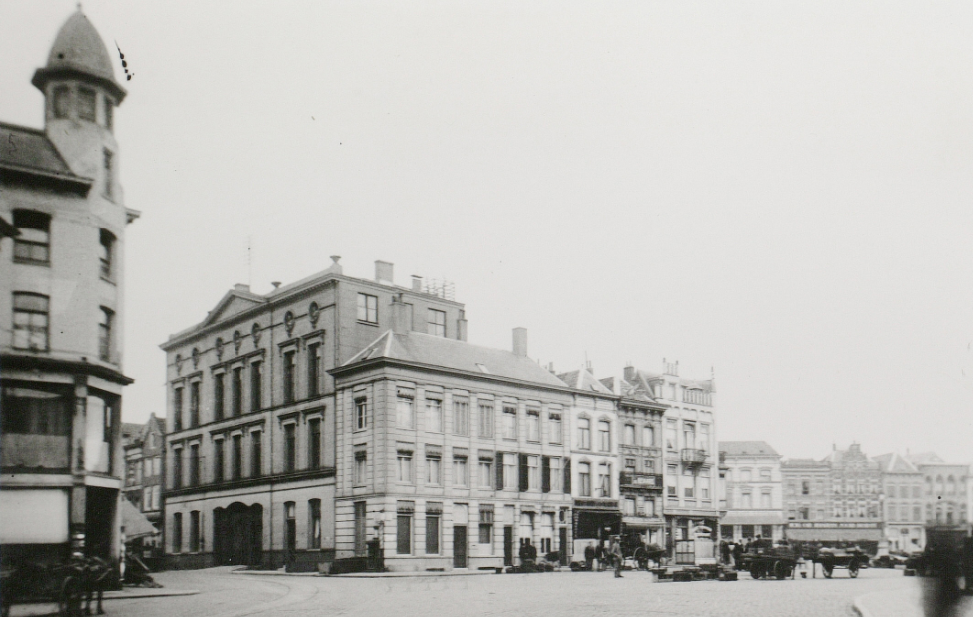
De Boterhal aan de Bossche markt rond 1900, waarvan de bovenverdieping van 1868 tot 1925 dienst deed als bibliotheek en opslag van museale voorwerpen.

In de jaren 80 van de 20e eeuw kampte het genootschap telkens met financiële problemen en schulden, waardoor er nog eenmaal met de bibliotheek uitgeweken werd naar het Stedelijk Gymnasium aan het Nachtegaalslaantje, voordat daadwerkelijk de Noord-Brabantse hoofdstad werd verlaten. Nadat het gros van de bibliotheek uit noodzaak in handen viel van de provincie Noord-Brabant, werden deze stukken vanaf 1986 op bruikleen ondergebracht bij de Katholieke Universiteit Brabant in Tilburg, beter bekend als de Tilburg University, onder de naam Brabant-Collectie. Het museum daarentegen werd al eerder verplaatst onder bruikleen. De provincie had in 1978 al te kennen geven dat er de wens voor een echt provinciaal museum bestond op een zelfstandige locatie. In 1980 werd de overeenkomst tussen het Genootschap en de nieuwe stichting Het Noordbrabants Museum getekend, waarbij het Genootschap zijn museumbezit in bruikleen aan deze stichting gaf en welke gehuisvest werd in het voormalige Militair Gouvernement aan de Verwersstraat. In de stichting hebben het Genootschap zelf, de provincie Noord-Brabant en de gemeente 's-Hertogenbosch zitting. De collecties zijn sinds 1986 volledig opgedeeld, waarvan de kunstprenten, de boeken en tijdschriften over penningkunde naar Het Noordbrabant museum zijn gegaan, de charters naar het Brabants Historisch Informatie Centrum (BHIC) en de overige stukken naar Tilburg.

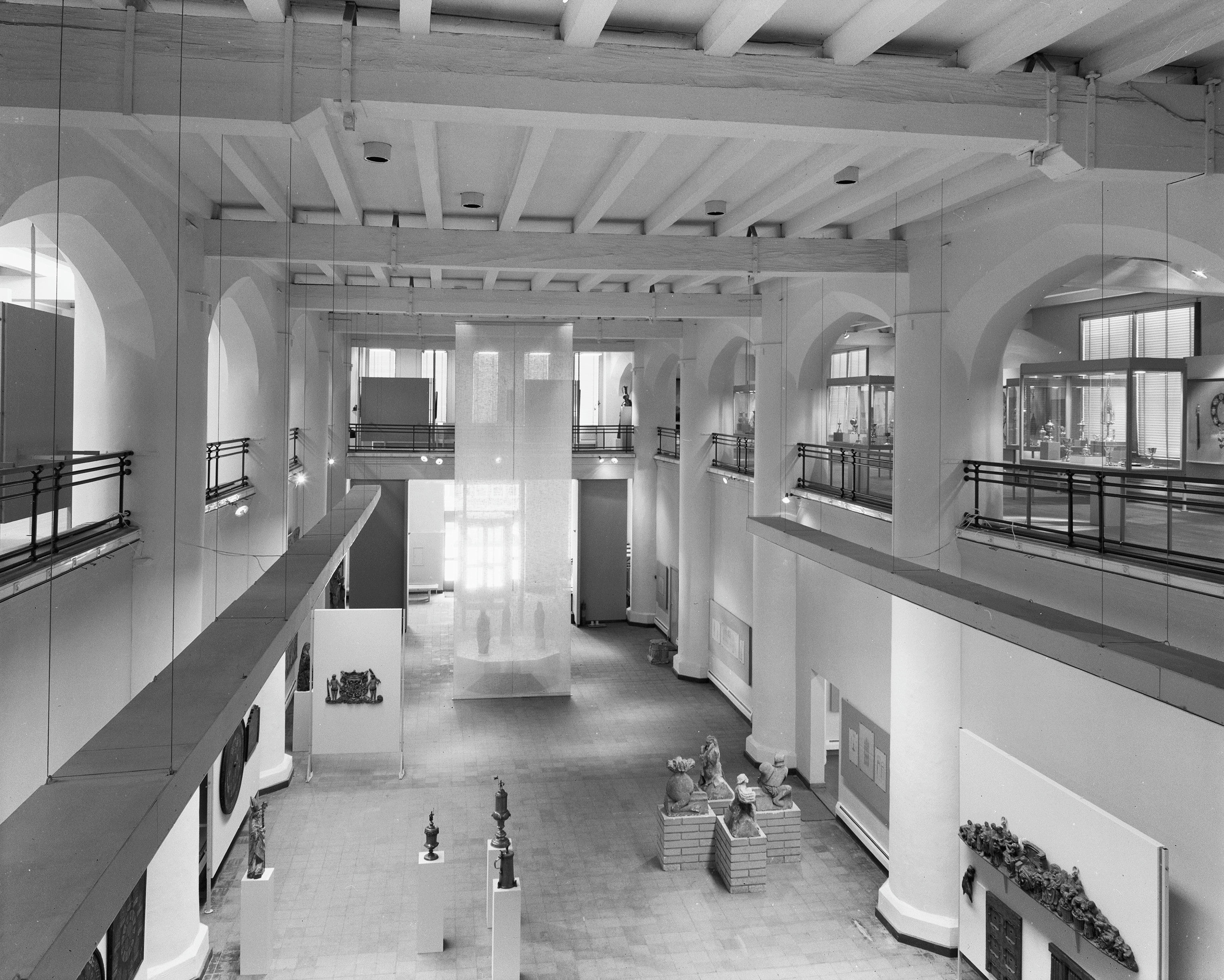
Het interieur van Centraal Noordbrabants Museum in het Groot Tuighuis in 1968, welke door toedoen van architect Oscar Leeuw begin jaren 20 van de 20e eeuw werd ontworpen.

### Hedendaagse activiteiten
Nadat de bezittingen en activiteiten van het Genootschap deels vergeven en uitgeleend zijn, is het Genootschap op een laag pitje komen te staan. Echter bleven veel vrijwilligers in de vorm van commissies of werkgroepen actief. Daarnaast is het Genootschap meer projectmatig gaan werken aan lezingen, culturele en literaire activiteiten, festivals en kunstprojecten. Het NBG droeg per 1993 de zorgen voor het jaarboek over aan het Noordbrabants Historisch Nieuwsblad en tijdschrift Brabantia zorgde mede, naast de subsidie, voor een financiële basis van het Genootschap. Sinds september 1995 is dit tijdschrift vernieuwd als Brabant Cultureel, een zelfstandig tijdschrift voor kunst en cultuur en met name van Noord-Brabant. In 1999 is de culturele vereniging omgezet in een stichting en de leden heten nu Vrienden, om zo het Genootschap een meer hedendaags karakter te geven en die reeds vele jaren het Genootschap financieel ondersteunen. In 2013 is de Archeologische sectie van het NBG zelfstandig geworden onder de naam NBAG (Noord-Brabants Archeologisch Genootschap). Het doel van de stichting is de kennis over de archeologie van Noord-Brabant te bundelen en te verspreiden. De stichting stimuleert en ondersteunt de belangstelling voor archeologie en betrokkenheid van inwoners van Noord-Brabant. De stichting werk onder andere ook samen met Brabants Heem.

## Trivia
Tijdens het eeuwfeest in 1937 verwees mevrouw C. Ingen Housz, bibliothecaris in die tijd, naar 26 maart 1867, waarbij mr. J.B. Baron van Hugenpoth een inleiding hield over de vraag welke richting behoorde te worden gegeven aan de opvoeding van de vrouw, met als antwoord: het gezin. Ingen Housz onderstreepte nog maar eens dat anno 1937 de bibliotheek geheel door vrouwen beheerd werd. Overigens had mevrouw Nijenhuis in 1894 de eer als eerste vrouwelijke lid te worden toegelaten tot het Genootschap.

## Bekende (oud-)leden

### A
- Abraham Jacob van der Aa
- Pieter van Akerlaken
- Hubert Matthijs Adriaan Jan van Asch van Wijck

### B
- Pieter Barbiers
- René Bastiaanse
- Harrie Beex
- Michael Alexander Joseph van der Beken Pasteel
- Johannes Bodel Nijenhuis
- Jan Hendrik Boeracker
- Andreas van den Bogaerde van Terbrugge
- Johannes Bosscha sr.
- Johannes Baptista Bots
- Robert van Breugel Douglas
- Daniël David Büchler

### C
- Petrus Franciscus van Cooth
- Jan Cunen

### D
- Josephus Cornelis Delhez
- Isaäc Paul Delprat

### F
- Bernard Anthoine Fallée

### G
- Joseph Gockinga
- Vincent van Gogh

### H
- Jacob Willem Half-Wassenaer van Onsenoort
- Joseph Hartogensis
- Cornelis Rudolphus Hermans
- Jacob van Heusden
- Petrus van den Heuvel
- Lambert Hezenmans
- Jacob Hendrik Hoeufft
- Jan Hendrik Holwerda
- Franciscus Josephus Hoppenbrouwers
- Jean Baptist van Hugenpoth tot den Beerenclauw

### I
- Arnoldus Josephus Ingenhousz

### J
- Jan Olphert de Jong van Beek en Donk

### K
- Eduard Joseph Corneille Marie de Kuijper

### L
- Louis van de Laar
- J.H. Laffertée
- Johannes Luyben
- Frans Godert van Lynden van Hemmen

### M
- Pieter Daniël Eugenius Macpherson
- Hein Mandos
- Jacob Constantijn Martens van Sevenhoven
- Eduardus Johannes Petrus van Meeuwen
- Lodewijk Cornelis Josephus Andreas van Meeuwen
- Petrus Andreas van Meeuwen
- Pieter Maria Frans van Meeuwen
- Hendrik Merkus de Kock
- Nicolaas van der Monde
- Joannes Benedictus Hyacinthus van de Mortel
- Jacobus Arnoldus Mutsaers
- Pieter Mijer

### N
- Jan Naaijkens

### O
- Hendrik Ouwerling

### P
- Hendrik Palier
- Petrus Panken
- Justus Dorotheus Willem Pape
- Johannes Hendricus Hubertus de Poorter

### R
- Pierre Adrien Reuchlin

### S
- Joachim le Sage ten Broek
- Alexander van Sasse van Ysselt
- August Hendrik Sassen
- Jan Schouten
- Josephus Petrus Wilhelmus Antonius Smit
- Nicolaas Jeremias Storm van 's Gravesande
- Antonius Sopers

### T
- Jan Henrik Telders
- Andries Jan Jacob des Tombe

### V
- Pieter François Timmers Verhoeven
- Arnoldus Gerbrandus Verheyen
- Hermanus Eliza Verschoor

### W
- Theodorus Ignatius Welvaarts
- Carel Frederik Wesselman

### Z
- Emilius Henricus Josephus Maria van Zinnicq Bergmann
- Franciscus Johannes Emilius van Zinnicq Bergmann